# Pendul gravitațional

Pendul

Animație care prezintă variațiile vitezei (albastru) și accelerației (roșu)

Pendulul gravitațional reprezintă un sistem fizic, format dintr-un corp de masă m suspendat de un punct fix printr-un fir de lungime l, care efectuează o mișcare oscilatorie sub acțiunea forței gravitaționale. El a fost studiat pentru prima dată în profunzime de savantul italian Galileo Galilei și aplicat în studierea mișcării corpurilor.

## Pendulul ideal
Pendulul ideal reprezintă un model matematic, unde se consideră că firul pendulului este inextensibil și nu are greutate proprie, iar corpul este punctiform și toată masa sa este concentrată în punctul respectiv.

## Izocronicitatea micilor oscilații ale unui pendul gravitațional
Perioada unei oscilații efectuate de un pendul gravitațional rămâne constantă, indiferent de masa corpului atârnat de fir, atunci când oscilațiile sunt mici.
Oscilațiile cu o amplitudine unghiulară mare, unde deviația firului față de poziția de echilibru depășește 5-6°, nu sunt izocrone. Pentru ca oscilațiile să aibă aceeași perioadă indiferent de amplitudine traiectoria circulară trebuie înlocuită cu o traiectorie cicloidală, după cum a demonstrat Christiaan Huygens, care a folosit acest principiu când a construit pendulul cicloidal.

## Mărimi fizice caracteristice
În cazul oscilațiilor de amplitudine mică perioada unei oscilații complete efectuate de pendulul galilean este dată de formula:
{\displaystyle T\approx 2\pi {\sqrt {\frac {\ell }{g}}}\,}
unde
T = perioada (măsurată în secunde)
π = 3,1415926... (raportul dintre lungimea circumferinței unui cerc și diametrul lui)
l = lungimea firului (exprimată în metri)
g = accelerația gravitațională, aproximativ 9,81 m/s2 (depinde de locul de pe glob unde se efectuează măsurarea și de altitudine)
La amplitudini mai mari perioada se poate calcula folosind o serie infinită:
{\displaystyle T=2\pi {\sqrt {\frac {l}{g}}}\left(1+{\frac {1}{4}}\cdot \sin ^{2}{\frac {\theta _{max}}{2}}+{\frac {9}{64}}\cdot \sin ^{4}{\frac {\theta _{max}}{2}}+\cdots \right)\,}
unde θmax este amplitudinea unghiulară a pendulului.

## Dispozitive experimentale bazate pe pendulul gravitațional
- Pendul balistic (pentru determinarea vitezei gloanțelor)
- Pendul dublu
- Pendul Huygens (pendul cicloidal)
- Pendul Foucault
- Pendul Kater (pendul reversibil)
- Pendul Overbeck (pendul în cruce)